# 墨西哥城地鐵9號線
墨西哥城地鐵9號線（西班牙語：Línea 9 del Metro de la Ciudad de México）是墨西哥城地鐵12條路線之一。9號線以棕色標示。